# Бретс (Горња Гарона)
Бретс (фр. Bretx) насеље је и општина у јужној Француској у региону Миди Пирене, у департману Горња Гарона која припада префектури Тулуз.
По подацима из 2011. године у општини је живело 588 становника, а густина насељености је износила 69,92 становника/km². Општина се простире на површини од 8,41 km². Налази се на средњој надморској висини од 143 метара (максималној 216 m, а минималној 130 m).

## Демографија
| 1962. | 1968. | 1975. | 1982. | 1990. | 1999. | 2011. |
| ----- | ----- | ----- | ----- | ----- | ----- | ----- |
| 126   | 130   | 174   | 226   | 315   | 354   | 588   |

График промене броја становника у току последњих година